# Brittisk sporthäst
Den brittiska sporthästen är en specifik typ av häst som avlas och utvecklas i Storbritannien under föreningen "Sport Horse Breeding of Great Britain". Dessa typer av hästar kan tillhöra vilken hästras som helst men de avlas för att tävlas i höga nivåer inom ridsporten. En brittisk sporthäst är därför atletisk, snabb och talangfull.

## Historia
Mellan år 1873 och 1882 var hästuppfödningen i Storbritannien långt under den förväntan och kvalitet som förväntades av landet, trots att man utvecklat det prestigefulla engelska fullblodet och flera stora vagnshästar som Cleveland Bay och Hackneyhästen. De brittiska hästhållarna importerade istället så mycket som 197 000 hästar från utlandet istället, vilket gjorde att den engelska uppfödningen blev lidande.
För att få bukt med problemet började föreningen "Hackney Horses Society's Council" att hålla speciella klasser under sina utställningar för Hackneyhästar. Lokala uppfödare kunde nu visa upp sina engelska fullblodshingstar för att marknadsföra dem som lämpliga för att avla fram hunterhästar till jaktritt. Den dåvarande styrelsen för det engelska fullblodets avelsförening gick då med på att själva forma dessa klasser under en ny förening, "Hunter's Improvement Society". Dessa hade till uppgift att marknadsföra brittiska jakthästar och uppmuntra aveln av ridhästar.
1894 erbjöd det brittiska jordbruksverket och kavalleriet premier på 150 brittiska pund styck för 29 hingstar som ingick i avelsplanen. Kavalleriet spelade en stor roll i den nya föreningen genom att finansiera aveln ända fram till andra världskrigets utbrott. Detta ledde till att de brittiska sporthästarna fick influenser från tyngre remonthästar. Efter andra världskriget ökade dock intresset för ridsporten kraftigt och de brittiska sporthästarna blev väldigt populära tack vare det starka inflytandet av det snabba engelska fullblodet.
1981 hade föreningen två huvuduppgifter. Den ena var att fortfarande förbättra jakthästar och den nya uppgiften var att främja uppfödandet av lättare ridhästar och sporthästar som kunde användas på högre nivåer inom ridsporten. Allt inflytande av remonthästar försvann när armén helt och hållet mekaniserades. Detta gjorde även att uppfödarna kunde bedriva en mer selektiv uppfödning av de brittiska sporthästarna där betoningen låg på kvalitet och talang. Efterfrågan på tävlingshästar hade nu ökat explosionsartat och uppfödningen av sporthästarna ökade samtidigt. För att utveckla hästarna ytterligare och få in mer hoppförmåga eller dressyrförmåga tillät man nu att andra raser och olika typer av hingstar fick registreras, medan man fortfarande fortsatte att marknadsföra det engelska fullblodet som den största influensen i aveln av renavlade sporthästar.
1998 bytte föreningen namn till "Sport Horse Breeding of Great Britian" och de registrerar och avlar på alla slags hästar med ett mål på att avla fram sunda, korrekta och atletiska hästar som utmärker sig inom all slags ridsport.

## Egenskaper
För att få registreras som en brittisk sporthäst krävs att hästarna är atletiska och snabba och visar talang inom antingen banhoppning, fälttävlan eller dressyr. Då ett stort antal olika typer eller hästraser kan registreras så varierar utseende och mankhöjd kraftigt. Hästarna måste dock vara födda i Storbritannien och minst en av föräldrarna måste vara stamboksförda i föreningen.
De brittiska sporthästarna ska utmärkas av sundhet, snabbhet och atletiska förmågor.